# Marcus Bartelt

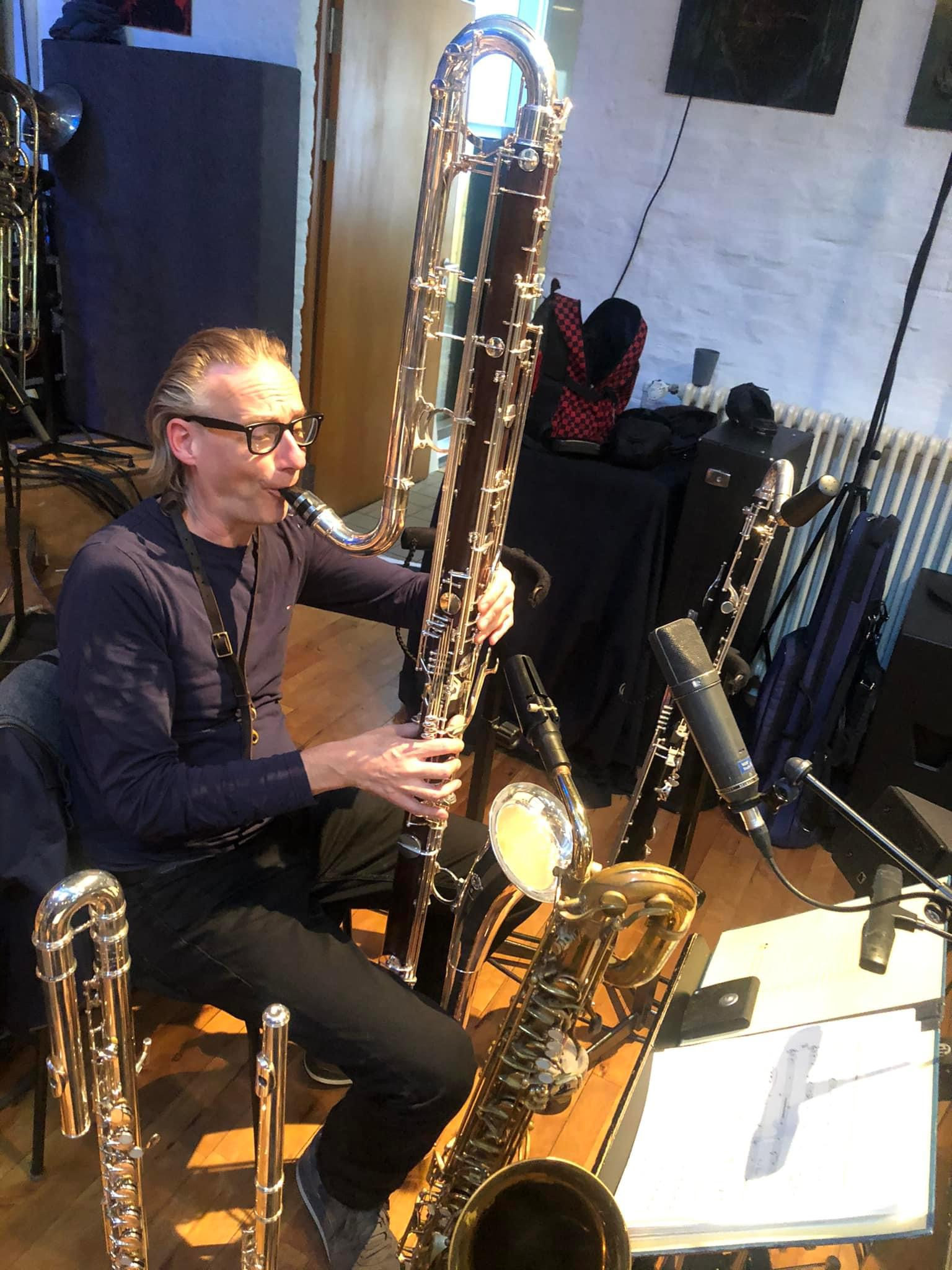
Marcus Bartelt beim Soundcheck mit der WDR Big Band in der Jazzschmiede Düsseldorf (2022)

Marcus Bartelt (* 3. November 1969 in Aachen) ist ein deutscher Saxophonist, Komponist und Arrangeur, der vor allem als Baritonsaxophonist bekannt geworden ist. Er spielt zudem häufig Tenorsaxophon, Flöte und Bassklarinette.

## Leben und Wirken
Marcus Bartelt studierte ab 1989 Saxophon bei Ferdinand Povel und Herman Schoonderwaldt am Hilversums Conservatorium. Von 1992 bis 1994 war er Mitglied des Bundesjugendjazzorchesters (BUJazzO) unter der Leitung von Peter Herbolzheimer. Seit 1994 lebt er in Köln.
Er spielte u. a. mit Bob Brookmeyer’s New Art Orchestra, Michel Herr’s Life Lines, Jason Marsalis, den Lionel Hampton All Stars, Chilly Gonzales, dem Brussels Jazz Orchestra, der Paul Kuhn Big Band, allen deutschen Rundfunk-Big-Bands, Tom Gaebel and his Orchestra und als Studiomusiker auf mehreren Dutzend CD-, TV- und DVD-Produktionen populärer Künstler wie Thomas Quasthoff, Udo Jürgens, Stefan Raab, Hildegard Knef.
Seine erste CD „Happy Weeks“ im Quintett mit dem Trompeter Ralf Hesse erschien 2002, im selben Jahr gründete er das Cologne Contemporary Jazz Orchestra, das noch immer aktiv ist und bei Festivals wie dem North Sea Jazz Festival, dem Moers Festival, der Musiktriennale Köln oder mit internationalen Gästen bei einigen WDR-3-Jazzfesten zu hören war. Weitere eigene Veröffentlichungen sind das Hammondorgelalbum „Into The Blue“ (2010) auf YVP, „Monk“ (2016) und „Still Here“ (2022) im Duo mit dem Pianisten Martin Sasse sowie die Quartett-Aufnahme „At Ease“ (2022). Die beiden letzteren Alben erschienen auf dem Kölner Label JazzJazz.
Seit 2015 ist Marcus Bartelt Mitglied von De-Phazz, einem Lounge-Projekt und Musikerkollektiv um Produzent Pit Baumgartner. Er arbeitete an den letzten Alben der Band auch als Komponist mit und bereiste mit der Livebesetzung für Tourneen und Festivals neben Westeuropa u. a. Russland, Belarus, die Ukraine, die Baltischen Staaten, Georgien, Ungarn, Rumänien, Bulgarien, die Türkei, die Arabischen Emirate, Usbekistan und Kasachstan.
Marcus Bartelt unterrichtet Jazz-Saxophon an der HfK Bremen, leitet die Big Band am Department für Kunst und Musik der Universität zu Köln und ist Lehrbeauftragter für Harmonielehre und Gehörbildung an der Hochschule für Musik und Tanz Köln.

## Preise und Auszeichnungen
- 2. Platz beim Kompositions-Wettbewerb der Cologne Jazz Supporters (2022) für das Bossa-Nova-Stück "Medianto"[8]

## Diskografie

### Als Leader
- „Still Here“, Duo mit Martin Sasse, JazzJazz (2022)
- „At Ease“, Quartett mit Martin Sasse, Joost van Schaik und Martin Gjakonowski, JazzJazz (2022)
- „MONK“, Duo mit Martin Sasse (Piano), Brilliant (2016)
- „Into The Blue“ YVP (2010)
- „Happy Weeks“, Marcus Bartelt/Ralf Hesse Quintett, Mr.D-Music (2002)

### Als Sideman (Auswahl)
- De-Phazz presents De-Drums, Phazzadelic (2024)
- De-Phazz „Pit’s Sounds“, Phazzadelic (2024)
- Frank Wunsch Ensemble "Tristano's Traum", Laika Records (2024)
- Heiner Schmitz w/Cologne Contemporary Jazz Orchestra (CCJO) "Tales From The Wooden Kingdom", Klaeng Records (2022)
- De-Phazz „Jelly Banquet“, Phazzadelic (2022)
- De-Phazz „Live in Vilnius“, Phazzadelic (2020)
- Cologne Contemporary Jazz Orchestra (CCJO) w/Marko Lackner "Expat Echoes", Float Music (2019)
- De-Phazz & Stüba Philharmonie „DE-CAPO“, Phazzadelic (2019)
- De-Phazz „Black White Mono“, Phazzadelic (2018)
- Ngyen Le, M. Gibbs, NDR Big Band „The Dark Side Of The Moon“, ACT (2014)
- Ralf Hesse Big Band „Light Up My Day“, Big Band Records (2014)
- Florian Ross Big Company „Ties & Loose Ends“, Fuhrwerk (2013)
- Cologne Contemporary Jazz Orchestra (CCJO) plays Slayer „Do You Wanna Die“, Phonector (2013)
- Schmitz / Köster / Brückner / CCJO „Odyssee“, Big Band Records (2012)
- WDR Big Band w/Maceo Parker„Roots And Grooves“, Intuition (2007)
- Thomas Quasthoff „The Jazz Album“, Deutsche Grammophon (2007)
- Gabriel Perez w/Cologne Contemporary Jazz Orchestra (CCJO) „La Banda Grande“, Genuit (2005)
- SWR Big Band w/Bob Florence „Goldener Meilenstein“, Sunny Moon (2002)
- Bob Brookmeyer and the New Art Orchestra „New Works“, Challenge (1997)
- Oliver Pospiech's Small Big Band w/Till Brönner, John Goldsby & Jeff Hamilton "Cool Blue", Mons Records (1996)